# Mauerbach (Solbach)
Der Mauerbach (auch Maurerbach) ist ein etwa 1,6 Kilometer langer, rechter Zufluss des Solbachs bei Järkendorf im unterfränkischen Landkreis Kitzingen.

## Geographie

### Verlauf
Der Mauerbach entspringt im äußersten Süden der Gemarkung Lülsfeld im unterfränkischen Landkreis Schweinfurt auf einer Höhe von 260 m ü. NHN. Er fließt zunächst nach Süden und wendet sich dann nach Südsüdosten. Nach wenigen Metern erreicht der Mauerbach die Gemarkungsgrenze von Lülsfeld und fließt in der Folge durch die Flächeneinheit des Prichsenstädter Gemeindeteils Järkendorf. Der Mauerbach unterquert die Kreisstraße KT 39 (sogenannte Rimbacher Straße). Der gesamte Oberlauf des Bachs wurde im Zuge der Flurbereinigung in Järkendorf in den 1920er Jahren kanalisiert.
Von links fließen dem Bach in der Folge zwei weitere Gräben zu. Mit dem Erreichen einer großen Nasswiese westlich von Järkendorf verlässt der Mauerbach den menschengemachten Kanal und fließt in seinem natürlichen Bett. Er speist den sogenannten großen See, bei dem es sich um ein natürliches Gewässer handelt. Der Mauerbach durchfließt in der Folge weitere kleine Seen, die südlich von Järkendorf als Fischweiher entstanden. Er erreicht auf einer Höhe von etwa 239 m ü. NHN seinen Abfluss Solbach und fließt mit diesem unter dem Bahndamm der inzwischen stillgelegten Bahnstrecke Kitzingen–Schweinfurt zusammen.
Sein etwa 1,6 km langer Lauf endet ungefähr 21 Höhenmeter unterhalb seiner Quelle, er hat somit ein mittleres Sohlgefälle von etwa 13 ‰.

### Einzugsgebiet
Das Einzugsgebiet des Mauerbachs liegt im Steigerwaldvorland von Neuses, einem Teil des Steigerwaldvorlandes, und wird durch ihn über den Solbach, die Schwarzach, den Main und den Rhein zur Nordsee entwässert. Der Bach fließt zu großen Teilen durch landwirtschaftlich genutztes Gebiet.
Es grenzt
- im Norden an das Einzugsgebiet des Lülsbach-Zuflusses Buchgraben;
- im Osten und Süden an das des Solbachs und
- im Westen an das des Schwarzachzuflusses Sadelsbach.

## Schutzgebiete
Der Mauerbach entspringt in einem Teilstück des Vogelschutzgebietes Südliches Steigerwaldvorland, das vor allem für Zugvögel wie den Ortolan Rückzugs- und Nistplätze bietet. Teile der Ufer im Unterlauf des Bachs wurden von den unteren Naturschutzbehörden als Biotope geschützt. Die größte Biotopfläche ist das westlich des großen Sees liegende Sumpfland, das unter dem Namen Nasswiese westlich von Järkendorf unter Schutz steht. Die ursprünglich als Fischweiher angelegten Seen weiter südöstlich stehen mit ihrer Röhrichtvegetation ebenfalls unter Schutz.